# Liste d'adaptations de chansons des Beatles en français
Voici une liste d'adaptations de chansons des Beatles en français, interprétées par des Français ou des Francophones. Sont exclues les versions orchestrales non chantées et les reprises chantées en anglais. Par défaut, l'interprète est français, sinon le B représente un interprète Belge et C un Canadien.
Cette liste, non exhaustive, est classée par interprète. Elle inclut également des chansons signées Lennon/McCartney dont les Beatles n'ont pas enregistré la version originale et des adaptations françaises de chansons reprises par le groupe au début de leur carrière.
- Haut – A
- B
- C
- D
- E
- F
- G
- H
- I
- J
- K
- L
- M
- N
- O
- P
- Q
- R
- S
- T
- U
- V
- W
- X
- Y
- Z

## A
- Akim : Humm ! Qu'elle est belle, 1965 (I Feel Fine)
- Alain (C) : 
  - Ob-la-di ob-la-da, 1969 (Ob-La-Di, Ob-La-Da)
  - Chantez avec moi, 1969 (All Together Now)
- Frank Alamo : 
  - Je veux prendre ta main, 1963 (I Want to Hold Your Hand)[1]
  - Je me bats pour gagner, 1964 (A Hard Day's Night)[2]
- Ali Baba et ses 4 Voleurs (C) : Je t'aime, 1966 (I Need You)
- Marcel Amont : Dans 45 ans, 1967 (When I'm Sixty-Four)
- Richard Anthony : 
  - La corde au cou, 1964 (I Should Have Known Better)[1]
  - Toi l'ami, 1964 (All My Loving)[2]
  - Tout peut s'arranger, 1965 (We Can Work It Out)[3]
  - Rien pour faire une chanson, 1966 (Run for Your Life)
- Les Aristocrates (C) : Michelle, 1966 (Michelle)
- Michèle Arnaud : Je croyais, 1965 (Yesterday)[3]
- Les Arvern's : Elle t'aime, 1963 (She Loves You)
- Les Atomes (C) : Michelle, 1966 (Michelle)
- Hugues Aufray : Je croyais, 1965 (Yesterday)[3]
- Claire Aumont (C) : Des bises de moi pour toi, 1963 (From Me to You)
- Dany Aumont (C) : Des bises de moi pour toi, 1964 (From Me to You)
- Dennis' Twist (C) : Des bises de moi pour toi, 1987 (From Me to You)

## B
- Denis Barclay (C) : Mon rêve, 1968 (I Should Have Known Better)
- Les Baronets (C) : 
  - C'est fou mais c'est tout, 1964 (Hold Me Tight)
  - Twiste et chante, 1964 (Twist and Shout - v.o. The Isley Brothers)
  - Oh je veux être à toi, 1964 (I Wanna Be Your Man - v.o. The Rolling Stones)
  - Ça recommence, 1964 (It Won't Be Long)
  - Un monde sans amour, 1964 (A World Without Love (en) - v.o. Peter and Gordon)
  - Aujourd'hui c'est congé, 1964 (Bad to Me (en) - v.o. Billy J. Kramer & the Dakotas)
  - Je n'aurais jamais cru, 1964 (I Should Have Known Better)
  - Laisse-moi me reposer, 1964 (A Hard Day's Night)
  - Si je te donne mon cœur, 1964 (If I Fell)
  - La même chanson, 1968 (Your Mother Should Know)
  - Lady Madonna, 1968 (Lady Madonna)
- Les Nouveaux Baronets (C) : Un petit sous-marin jaune, 1966 (Yellow Submarine)
- Pierret Beauchamps (C) : Goodbye, 1967 (Hello Goodbye)
- Les Bel-Air (C) : 
  - Ma préférée, 1969 (You've Got to Hide Your Love Away)
  - Je dois partir, 1973 (I've Just Seen a Face)
- Les Bel Canto (C) : J'en suis fou, 1964 (Love Me Do)
- André Bellefeuille (ensemble vocal) (C) :
  - Je croyais, 1968 (Yesterday)
  - Michelle, 1968 (Michelle)
- Jean-Claude Berthon : Je te veux toute à moi, 1964 (I Wanna Be Your Man)
- Louis Bertignac : Et ma guitare..., 2018 (While My Guitar Gently Weeps)
- Lucky Blondo : J'ai un secret à te dire, 1963 (Do You Want to Know a Secret)[2]
- Les Blue Notes :
  - Rêve, 196? (Girl)
  - Tout peut s'arranger, 196? (We Can Work It Out)
- Les Bops (C) : 
  - Autrefois, 1965 (Yesterday)
  - La fille sans nom, 1966 (Norwegian Wood (This Bird Has Flown))
- Gilles Brown (C) : 
  - J'ai un secret à te dire, 1965 (Do You Want to Know a Secret)
  - Ce danger c'est moi, 1965 (I'll Keep You Satisfied (en) - v.o. Billy J. Kramer & the Dakotas)
  - J'ai l'amour, 1965 (And I Love Her)
  - Cette fille, 1966 (This Boy)
  - Je l'aime, 1966 (Girl)

## C
- Tony Castor (C) : Tu perds ton temps, 1963 (Please Please Me)
- Les Challengers : Tu changeras d'avis, 1964 (Bad to Me (en) - v.o. Billy J. Kramer & the Dakotas)
- Les Champions : Toi l'orgueilleux, 1964 (v.o. Love of the Loved - Cilla Black, 1963, #35 RU)
- Les Chanceliers (C) :
  - Pour vous, 1966 (I'll Be Back)
  - Tu peux t'en aller, 1966 (Drive My Car)
  - La fille dont je rêve, 1967 (Here, There and Everywhere)
- Les Chantels (C) : Je l'aime, 1966 (Girl)
- Les Chats sauvages avec Mike Shannon :
  - Elle t'aime, 1963 (She Loves You)
  - Seul, 1963 (Boys v.o. The Shirelles)
- Les Chaussettes Noires (sans Eddy Mitchell) : Je te veux toute à moi, 1964 (I Wanna Be Your Man)[1]
- Maurice Chevalier ; Les Compagnons de la chanson : Le sous-marin vert, 1966 (Yellow submarine)[3]
- Christian et Jethro (C) :
  - Je suis revenu, 1967 (I'll Be Back)
  - Julia, 1969 (Julia)
  - Bungalow Bill, 1969 (The Continuing Story of Bungalow Bill)
- Petula Clark :
  - Tu perds ton temps, 1963 (Please Please Me)[1]
  - Partir, il nous faut, 1964 (Nobody I Know (en) - Peter and Gordon)
- Les Classels (C) : Un monde sans amour, 1964 (A World Without Love (en) - Peter and Gordon)
- Renée Claude (C) :
  - Et te voilà, 1968 (And I Love Her)
  - Et je t'oublierai, 1969 (If I Fell)
  - À soixante-quinze ans, 1967 (When I'm Sixty-Four)
  - Peut-être, 1973 (Something)
- Claudette & Sylvie : Oui c'est vrai, 1964 (Hold Me Tight)
- Les Clover Boys (C) :
  - C'est fou mais c'est tout, 1964 (Hold Me Tight)
  - Je ne peux l'acheter, 1964 (Can't Buy Me Love)
- Richard Cocciante : Michelle, 1976 (Michelle)

## D
- François d'Assise & Michel Pagliaro (C) : Hey Jude, 1968 (Hey Jude)
- Dany Darras et Jean-Louis Désumeur : Et tu pourras aller au ciel chercher les diamants de Lucy ou Lucy dans un ciel de diamants, 1975 (Lucy in the Sky with Diamonds)
- F. R. David (Robert Fitoussi) : Il est plus facile, 1967 [arr. et orch. Michel Colombier; dir. mus.: Terry Kennedy] (Strawberry Fields Forever)
- Paul Delaney (C) : Belle Marie, 1969 (Run for Your Life)
- Nicole Delarc : Twiste et chante, 1963 (Twist and Shout - v.o. The Isley Brothers)
- Eddy Demers (C) : Penny Lane, 1967 (Penny Lane)
- Robert Demontigny (C) : Michelle, 1969 (Michelle)
- Danielle Denin :
  - Michel, 1966 (Michelle)
  - Je lis dans tes yeux, 1966 (I'm Looking Through You) [avec Paul Piot et son orchestre]
- Joël Denis (C) : Quand j'aurai 75 ans, 1967 (When I'm Sixty-Four)
- Dennis' Twist : Des bises de moi pour toi, 1987 (From Me to You)
- Olivier Despax :
  - Et je l'aime, 1964 [acc. Christian Chevallier et son orchestre] (And I Love Her)
  - Ne mets pas de bleu, 1965 (Yes It Is)
  - Dis-moi, 1967 (Here, There and Everywhere)
- Les Diamants :
  - Eléonor Rigby, 1966 (Eleanor Rigby)
  - Le sous-marin vert, 1966 (Yellow Submarine)
Note : Groupe comprenant d'anciens Missiles et Dauphins.
- Sacha Distel et Véronique Sanson : Avec un coup de main des copains, 1972 (With a Little Help from My Friends)
- 18 Carats (C) :
  - Des amis pour m'aider, 196? (With a Little Help from My Friends)
  - Allô good bye, 1968 (Hello Goodbye)
  - Car je t'aime, 1968 (And I Love Her)
  - Le fou sur la colline, 1968 (The Fool on the Hill)
  - Hey au secours, 196? (Help!)
  - Marylène, 1968 (Penny Lane)
  - Michel Michel, 196? (Michelle)
  - Chante avec moi, ob-la-di, ob-la-da, 1968 (Ob-La-Di, Ob-La-Da)
  - Oh laisse-moi me reposer, 1968 (A Hard Day's Night)
  - Prends un billet avec moi, 1968 (Ticket to Ride)
  - Le sous-marin vert, 196? (Yellow Submarine)
  - Tout peut s'arranger, 196? (We Can Work It Out)
  - Tout s'efface, 1977 (All My Loving)
  - Pour toi, 1977 (Hey Jude)
- Dominique (chanteuse de Georges Jouvin) : Michel, 1966 (Michelle)

## E-F
- Les Étoiles Filantes (C) : Quand je l'ai vue devant moi, 1964 (I Saw Her Standing There)
- Les Excentriques (C) : Tu ferais mieux de l'oublier, 1966 (You've Got to Hide Your Love Away)
- François Fabrice : Les garçons sont fous, 1966 (Think For Yourself) Note : futur animateur radio à RTL
- Johnny Farago (C) : Être naturel, 1966 (Act Naturally - v.o. Buck Owens)
- Les Faux Frères (Suisse) : Une fille pour deux, 1965 (You Like Me Too Much)
- Les Félins : Dis-lui, 1986 (Please Please Me, 1963)
- Les Fizz : Si tu fais ça, 1966 (You Can't Do That)
- Les Fortiches (C) : Je suis celui, 1966 (You've Got to Hide Your Love Away)
- Dorothy Foy (C) : Oh donne-moi ta main, 1964 (I Want to Hold Your Hand)
- Claude François :
  - Des bises de moi pour toi, 1963 [avec Christian Chevallier et son orchestre] (From Me to You)[2]
  - Laisse-moi tenir ta main, 1963 [même acc.] (I Want to Hold Your Hand)[1]
- Jimmy Frey (B) : Elle t'aime, 1963 (She Loves You)
- Les Fury's (C) : Michelle, 1966 (Michelle)

## G à K
- Les Gam's : Toi l'ami, 1964 (All My Loving) avec Jacques Denjean et son orchestre
- Daniel Giraud (C) : Michelle, 1966 (Michelle)
- Jacline Guy (C) : Hello petite fille, 1964 (Hello Little Girl - The Fourmost)
- Johnny Hallyday :
  - Quand je l'ai vue devant moi, 1963 (I Saw Her Standing There) avec Joey and The Showmen[1]
  - On a ses jours, 1965 (She's a Woman) avec Jacques Denjean et son orchestre
  - Je l'aime, 1966 (Girl[2], adapt. par Hugues Aufray) acc. par Arthur Greenslade et son orchestre
  - Je veux te graver dans ma vie, 1966, avec The Blackburds (Got to Get You into My Life)[1]
- Martine Havet : Il faut revenir, 1964 (This Boy)
- Nancy Holloway :
  - Elle t'aime, 1964 (She Loves You) orch. dir. Jean Leccia
  - Je veux prendre ta main, 1964 (I Want to Hold Your Hand) orch. dir. J. Leccia
- Les Hou-Lops (C) : Ces mots qu'on oublie un jour, 1965 (Things We Said Today)
- Bruce Huard (C) : Lady Madonna, 1968 (Lady Madonna) Voir aussi Les Sultans.
- Ilous & Decuyper : Eleonor Rigby, 1971 (Eleanor Rigby)
- Les Index (C) : Elle, 1965 (Help!)
- Les Ingoes : Au Secours, 1965 (Help!) (exception et morceau rare: version française par un groupe anglais)
- Les Intrigantes (C) :
  - Hello, goodbye, 1967 (Hello Goodbye)
  - Les enfants de la plage, 1967 (Till There Was You via Anita Bryant, 1959)
- Jean-Marie & Raoul : "Le sous-marin vert", 1967 (Yellow Submarine)
- Jerry et son ensemble (Jerry Mengo ?) :
  - Elle t'aime, 1964 (She Loves You)
  - Je veux prendre ta main, 1964 (I Want to Hold Your Hand).
- Les Jets : Je suis amoureux, 1964 (I'm in Love - via The Fourmost)
- Remy Jouvence (C) : Hey Jude, 1968 (Hey Jude)
- Les Kelton :
  - Le diable au cœur, 1963 (Devil in Her Heart via the Donays feat. Yvonne Allen, 1962)
  - Pour ton retour, 1963 (Till There Was You via Anita Bryant, 1959)
  - Monsieur le facteur, 1963 (Please Mr. Postman via The Marvelettes, 1962)
  - Pas de chance, 1963 (Money (That's What I Want)) via Barrett Strong, Tamla, 1959)]
  - Oui je reviens, 1964 (When I Get Home) (D'abord titrée Tu vas rester,  puis titre rectifié)
- Norman Knight (C) : Un monde sans amour, 1964 (A World Without Love (en) - Peter and Gordon)

## L
- Pierre Lalonde (C) :
  - Oh donne-moi ta main, 1964 (I Want to Hold Your Hand)
  - Aujourd'hui c'est congé, 1964 (Bad to Me (en) - Billy J. Kramer & the Dakotas)
  - Je croyais, 1965 (Yesterday)
  - Rien pour faire une chanson, 1966 (Run for Your Life) duo avec Andrée Lalonde
- Fernand Larose (C) : Toi l'ami, 1964 (All My Loving)
- Catherine Lambert (avec Normand Vanasse, gt et arr.) (C) :
  - Partout dans l'univers, 2003 (Across the Universe)
  - Julia, 2003 (Julia)
  - Si mon cœur, 2003 (If I Fell)
  - L'oiseau, 2003 (Blackbird)
  - C'est lui que j'aime, 2003 (And I Love Her)
  - La voie intérieure, 2003 (The Inner Light)
  - En toi et hors de toi, 2003 (Within You Without You)
  - Enfant de la terre, 2003 (Mother Nature's Son)
  - Autrefois, 2003 (Yesterday)
- Donald Lautrec (C) :
  - Toi l'ami, 1964 (All My Loving)
  - L'amour quand tu es là, 1969 (With a Little Help from My Friends)
  - Quelqu'un, quelque part, 1970 (Something)
  - Hey Jude, 1971 (Hey Jude)
- Pierre LeBon (C) : Oh donne-moi ta main, 1964 (I Want to Hold Your Hand)
- Bobby Leclerc (C) :
  - Elle est entrée dans notre maison, 1969 (She Came in Through the Bathroom Window)
  - Reste avec moi, 1970 (Don't Pass Me By)
  - C'est l'amour, 1970 (Here Comes the Sun)
- François Lemieux (C) : Dis-moi, 1967 (Here, There and Everywhere)
- Claire Lepage (C) :
  - Goodbye, 1967 (Hello Goodbye)
  - Le vieux piano, 1967 (I Call Your Name)
- Mariette Lévesque (C) : Le p'tit oiseau, 1970 (Octopus's Garden)
- Monique Leyrac (C) : Dis-moi, 1967 (Here, There and Everywhere)
- Liette et François (C) : Je suis fier de t'aimer, 1970 (If I Needed Someone)
- Les Lionceaux :
  - Je te veux tout à moi, 1964 (I Wanna Be Your Man)[1]
  - Toi l'ami, 1964 (All My Loving)
  - Le temps est long, 1964 (It Won't Be Long)
  - Mais ne viens plus, 1964 (Don't Bother Me)
  - Je ne peux l'acheter, 1964 (Can't Buy Me Love)[2]
  - Je suis fou, 1964 (Ask Me Why)
  - Cette fille, 1964 (This Boy)
  - Quatre garçons dans le vent, 1964 (A Hard Day's Night)[2]
  - Dis-moi pourquoi, 1965 (Tell Me Why)
  - Ne ris pas, 1965 (No Reply)
- Patrick Logelin : Encore une fois danse avec moi, 1964 (I'm Happy Just to Dance With You)
- Céline Lomez (C) : Ce que tu veux, je l'ai, 1970 (Come and Get It - Badfinger, 1969), RU #4, EU, #7)
- Roger Lorendo (C) :
  - Et je l'aime, 1965 (And I Love Her)
  - Tu ferais mieux de l'oublier, 1966 (You've Got to Hide Your Love Away)
- Michel Louvain (C) : Je croyais, 1968 (Yesterday)
- Patty Lynn (acc. par Les Witchdoctors) : Tu changeras d'avis, 1964 (Bad to Me (en) - Billy J. Kramer & the Dakotas)

## M-N
- M : Sergent Pepper, 2007 (Sgt. Pepper's Lonely Hearts Club Band)
- Les Majestiks (C) : Seul, 1965 (Boys - via The Shirelles, 1960, #1 EU, 11/60)
- Les Macadams (C) : Girl, 1966 (Girl)
- Marie Jane (C) : "Suis-moi", 1970 (Two of Us)
- Renée Martel (C) :
  - Rien pour faire une chanson, 1969 (Run for Your Life)
  - Goodbye, 1967 (Hello Goodbye)
  - Un certain soir, 1969 (The Night Before)
  - Entre tes bras, 1970 (Good Day Sunshine)
- Les Mersey's (C) :
  - Tu la perdras, cette fille, 1966 (You're Going to Lose That Girl)
  - Soldat de bois, 1968 (With a Little Help from My Friends)
  - Jolie Rita, 1968 (Lovely Rita)
  - Ta mère ne sait pas, 1968 (Your Mother Should Know)
- Les Milady's (C) : Le fou sur la colline, 1968 (The Fool on the Hill)
- Les Minous Blancs (C) : Je vais pleurer, 1964 (Ain't She Sweet via Gene Vincent, 1956)
- Les Missiles : 
  - Ça reste entre nous, 1964 (P.S. I Love You)
  - Tu chang'ras d'avis, 1964 (Bad to Me (en) - Billy J. Kramer and The Dakotas)
  - Il faut oser, 1965 (I'm a Loser)
- Eddy Mitchell
  - Tu ferais mieux de l'oublier, 1965 (You've Got to Hide Your Love Away) avec le London All Stars
  - Le fou sur la colline, 1968 (The Fool on the Hill) avec The Soul Brass[2]
- Les Monarques (C) : Elle est si belle, 1965 (No Reply)
- Les Montereys (C): Quatre garçons dans le vent, 1966 (A Hard Day's Night)
- Roland Montreuil (C) :
  - Elle t'aime, 1964 (She Loves You)
  - Oh donne-moi ta main, 1964 (I Want to Hold Your Hand)
- Les Moribonds (C) : Mr. taxman, 1966 (Taxman)
- Jacky Moulière : Elle t'aime, 1963 (She Loves You) [avec Christian Chevallier et son orchestre]
- Moustique : Anna, 1963 (Anna (Go to Him) via Arthur Alexander, 1962)
- Les Napoléons (C) :
  - Je suis en amour, 1965 (I Feel Fine)
  - Tout s'arrangera, 1966 (We Can Work It Out)
- Nicole Nevers (C) : Le jour la nuit, 1969 (You Won't See Me)
- Frank Nichols :
  - Elle t'aime, 1963 (She Loves You)
  - Je veux prendre ta main, 1964 (I Want to Hold Your Hand)

## P à R
- Ginette Page (C) : Hier, 1965 (Yesterday)
- Michel Pagliaro (C) : L'amour est là, 1969 (Step Inside Love - Cilla Black)
- Les Paraders (C) : Je l'aime, 1966 (Girl)
- Martin Peltier (C) : Il n'y a personne, 1970 (Here Comes the Sun)
- Isabelle Pierre (C) : À cause d'un oiseau blanc, 1971 (Because)
- Plume (C) : Docteur Robert, 1967 (Doctor Robert)
- Richard Proulx (C) : Reste avec lui, 1974 (You Won't See Me)
- Les 409 (C) :
  - Le vrai bonheur, 1966 (It's Only Love)
  - Reviens, reviens, 1967 (Hello, Goodbye)
- Tony Rank : Petite fille, 1964 (Little Child)
- Régine : Goodbye, 1967 (Hello, Goodbye)
- Anne Renée (C) : Je veux savoir, 1974 (You Won't See Me)
- Michèle Richard (C) :
  - Je ne peux l'acheter, 1964 (Can't Buy Me Love)
  - Quelqu'un, 1973 (Something)
- Dick Rivers : 
  - Mes ennuis, 1963 [orch. dir. Paul Piot] (Misery - Kenny Lynch via la version des Beatles)[1]
  - J'en suis fou, 1963 [orch. dir. Paul Piot] (Love Me Do)[1]
  - Quand je l'ai vue devant moi, 1963 (I Saw Her Standing There)[1]
  - Ces mots qu'on oublie un jour, 1965 [acc.: The Krewkats) (Things We Said Today)[1]
  - Prends un ticket avec moi, 1965 [orch. dir. Norrie Paramor] (Ticket to Ride)[1]
- Michel Robidoux (C) : Plus la même, 1965 (I Call Your Name)
- Jenny Rock (C) : Seul, 1967 (Boys via The Shirelles, 1960)
- Jen Roger (C) : Je croyais, 1965 (Yesterday)
- Tony Roman (C) : Elle t'aime, 1964 (She Loves You)
- Tino Rossi : Je croyais, 1969 (Yesterday)[3]
- Pierrette Roy (C) : J'ai un secret à te dire, 1963 (Do You Want to Know a Secret)

## S
- Sabrina : C'est pour toi, 1964 (It's for You (en) - Cilla Black)
- Ginette Sage (C) : Michelle, 1966 (Michelle)
- Erick Saint-Laurent :
  - Eléonor Rigby, 1966 [dir. mus. Reg Guest] (Eleanor Rigby)
  - C'est devenu un homme, 1967 (She's Leaving Home)[1]
- Gérard Saint-Paul :
  - Rentre Jojo à la maison, 1970 (Get Back)
  - Reste avec moi, 1970 (Don't Let Me Down)
  - La ballade de John et Yoko, 1970 (The Ballad of John and Yoko)
  - C'est beau, c'est Paris, 1970 (Come Together)
  - Bang bang Maxwell, 1970 (Maxwell's Silver Hammer)
  - C'est la vie, 1970 (Let It Be)
  - Dis-moi je t'aime, 1970 (You Know My Name (Look Up the Number))
  - Ce long chemin vers toi, 1970 (The Long and Winding Road)
- Monique Saint-Onge (C) : Il, 1965 (Help !)
- José Salcy : Tu joues, 1968  (Hey Jude)
- Jacques Salvail (C) : Y'a pas de mal, 1974 (It's Only Love)
- Bruce Scott : "Je croyais", 1965 (Yesterday)
- Pière Senécal (C) : Je croyais, 1965 (Yesterday)
- Serendipity Singers (Etats-Unis) : Et je l'aime, 1965 (And I Love Her)
- Sandie Shaw : Le fou sur la colline, 1970 (The Fool on the Hill)
- Sheila :
  - Hello petite fille", 1963 [avec Sam Clayton et Les Guitares] (Hello Little Girl - The Fourmost)
  - Un monde sans amour, 1964 [avec Sam Clayton et Les Guitares] (A World Without Love (en) - Peter and Gordon)
- René Simard : Je l'aime, 1978  (And I Love Her)
- Les Sinners (C) : Penny Lane, 1967 (Penny Lane)
- Bob Smart : Michelle, 196? (Michelle)
- Les Soundtracks (C) : Ce soir c'est ma fête, 1969 (Birthday)
- Stone : 
  - Seule, 1966 (Norwegian Wood (This Bird Has Flown))[1]
  - Le jour, la nuit, 1966 (You Won't See Me)[3] [textes de Bryan Mu alias Eric Charden]
- Stereo Total : Tu peux conduire ma bagnole, 1999 (Drive My Car)
- STP (C) : Les gens d'aujourd'hui, 1969 (Maxwell's Silver Hammer)
- Les Sultans (C) : Toujours devant moi, 1964 (I Saw Her Standing There). Voir aussi Bruce Huard
- Les Surfs : Adieu chagrin, 1963 [orch. dir. Sam Clayton] (There's a Place)
- Les Swifts : C'est gagné, 1964 (I Saw Her Standing There)
- Sylvia (C) : Un certain soir, 1974 (The Night Before)
- Sylvie-Anne (C) : Un tour dehors, 1966 (Day Tripper)
- Szabo : Il pleure dans mon cœur, 1971 (Hey Jude)

## T à Z
- William Tay acc. par Les Rockets (B) :
  - Tu changeras d'avis, 1964 (Bad to Me (en) - Billy J. Kramer and The Dakotas)
  - Plus la même, 1964 (I Call Your Name) [Festival FX 1359 M]
- Vince Taylor et ses Playboys : Tu changeras d'avis, 1964 (Bad to Me (en) via Billy J. Kramer & the Dakotas)
- Michèle Torr :
  - Et je l'aime, 1965 (And I Love Her)[2]
  - Toi l'orgueilleux, 1964 (Love of the Loved via Cilla Black)
- I Trovatori : Tu perds ton temps, 1963 (Please Please Me)
- Claudette Vandal (C) : Hello petite fille, 1964 (Hello Little Girl - The Fourmost)
- Sylvie Vartan : Twiste et chante, 1963 [orch. dir. Eddie Vartan] (Twist and Shout) via The Isley Brothers, 1963, v.o. par The Top Notes, 1961)
- André Vasseur : Un monde sans amour, 1978 (And I Love Her)
- Tony Victor : Plus la même, 1964 (I Call Your Name)
- Thierry Vincent : Je n'peux l'acheter, 1964 [acc. par Eddie Vartan et son orchestre] (Can't Buy Me Love)
- Le 25ème Régiment (C) :
  - Lucie sous un ciel de diamants, 1967 (Lucy in the Sky with Diamonds)
  - Hey Jude, 1968 (Hey Jude)
- Dominique Walter : Penny lane, 1967 [acc. par Christian Chevallier] (Penny Lane)
- John William : 4 garçons dans le vent [avec Jean Bouchéty et son orchestre], 1964 (A Hard Day's Night)
- Tiny Yong : Huit jours par semaine, 1965 [avec Jacques Denjean et son orchestre] (Eight Days a Week)
- Patrick Zabé (C) :
  - Ob-la-di ob-la-da, 1969 (Ob-La-Di, Ob-La-Da)
  - Oh darling, 1969 (Oh! Darling)
- Les Zéniths (C) : Seul, 1966 (Girl)

## Adaptations parodiques
- Au bonheur des dames : Valérie et Albert, 1976 (Back in the U.S.S.R.)
- Les Beadochons ou Les Bidochons (groupe parodique) : 
  - Hey Jules, 1992 (Hey Jude)
  - Get claques, 1992 (Get Back)
  - Comme tu dégueules, 1992 (Come Together)[3]
  - Les p'tites bites, 1992 (Let It Be)[3]
  - Pas d'papier water, 1992 (Paperback Writer)[3]
  - Look Anorak, 1992 (You Can't Do That)
  - Assaut sur mon grand-père, 1992 (I Saw Her Standing There)
  - L'usine in the sky, 1992 (Lucy in the Sky with Diamonds)
  - Twist n'chat, 1992 (Twist and Shout - v.o. The Isley Brothers)
  - Hep !, 1992 (Help !)
  - Seau d'eau sous-marine, 1992 (Yellow Submarine)
  - Hard des Smacs, 1992 (A Hard Day's Night)
  - A Walibi j't'emmène, 1992 (I Want to Hold Your Hand)[3]
  - Sergent Pépère, 1992 (Sgt. Pepper's Lonely Hearts Club Band)
- Christian Méry: Beatles' Parody, 196? (Help!)
- Starshooter : Get Baque, 1978 (Get Back)